# 한시준
한시준(韓詩俊, 1954년 2월 10일~)은 대한민국의 역사학자이자 대학 교수이다.
이천농업고등학교를 졸업하고 단국대학교 문리과대학 사학과 문학사, 단국대학교 대학원 사학과 한국사 문학석사, 인하대학교 대학원 사학과 한국사 문학박사 학위를 받았다. 대한민국임시정부와 한국광복군을 중심으로 한 한국근현대사(한국독립운동사)를 연구하고 있다.
한국근현대사학회 회장, 중국 푸단 대학교 방문교수, 대한민국 독립기념관 한국독립운동사연구소 소장, 단국대학교 인문과학대학 역사학과 교수, 단국대학교 인문과학대학 학장을 역임했고, 현재 단국대학교 문과대학 사학과 교수 및 동양학연구원 원장에 부임하였고  대한민국 독립기념관 독립기념관장으로 지냈다.

## 학력
- 이천농업고등학교
- 단국대학교 문리과대학 사학과 문학사
- 단국대학교 대학원 사학과 한국사 문학석사
- 인하대학교 대학원 사학과 한국사 문학박사

## 경력
- 1982년 ~ 1988년  단국대학교 동양학연구소 연구원
- 1984년 ~ 1988년  단국대학교 문리과대학 사학과, 인문과학대학 역사학과 강사
- 1988년 ~ 1990년  한국민족운동사연구회 연구간사
- 1997년 ~ 2000년  한국근현대사학회 회장
- 2004년 ~ 2005년  중국 상해 푸단대학(복단대학) 방문교수
- 2006년 ~ 2008년  독립기념관 한국독립운동사연구소 소장
- 2006년 ~ 2008년  단국대학교 인문과학대학 학장
- 1988년 ~ 2015년  단국대학교 인문과학대학 역사학과 교수
- 2014년 ~ 2018년  단국대학교 동양학원구원 원장
- 2016년 ~ 2019년  단국대학교 문과대학 사학과 교수
- 2019년 ~ 2021년  단국대학교 문과대학 사학과 초빙교수
- 2021년 ~ 현재    독립기념관 관장
- 1990년 ~ 현재    독립기념관 한국독립운동사연구소 연구위원
- 1996년 ~ 현재    국가보훈처 독립유공자 공적 심사위원
- 2006년 ~ 현재    백범학술원 원장
- 현재             이봉창의사기념사업회 이사
- 현재             문화재청 근대문화재 분과 위원
- 현재             백범김구선생기념사업협회 이사
- 현재             독립기념관 독립기념관장

## 저서
- 1993  《한국광복군연구》, 일조각
- 1995  《대한민국임시정부의 좌우합작운동(공저)》, 한울아카데미
- 1999  《광복의 역사인물》, 연합뉴스(연합통신)
- 2001  《대한민국 임시정부 이전지 현황(공저)》, 범우사
- 2002  《이봉창의사와 한국독립운동(공저)》, 단국대학교출판부
- 2005  《일제 강점기 한국인의 삶과 민족운동(공저)》, 경인문화사
- 2006  《황학수 - 대한제국군에서 한국 광복군까지》, 역사공간
- 2006  《의회정치의 기틀을 마련한 홍진》, 탐구당
- 2007  《이자해 자전》, 국가보훈처
- 2009  《대한민국임시정부 - 중경시기》, 독립기념관 한국독립운동사연구소
- 2010  《세계속의 한국(공저)》, 단국대학교출판부
- 2010  《단재 신채호의 사상과 민족운동(공저)》, 충남대학교 충청문화연구소
- 2010  《Breve historia de la República de Corea(간추린 한국사 - 스페인어판)》, 단국대학교출판부
- 2012  《역사에서 찾는 지도자의 자격(공저)》, 꿈결
- 2012  《한눈에 읽는 파노라마 한국사》, 노스보스
- 2013  《세계속의 한국 - 교류와 소통의 역사(공저)》, 단국대학교출판부
- 2014  《범정 장형의 독립운동과 단국대학 설립(공저)》, 단국대학교출판부

## 활동
한시준은 2012년 12월 10일 '백범김구기념관'에서 개최된 ‘대한민국임시정부 대일선전포고 71주년 기념식’에서 ‘대일선전포고와 광복군의 대일전쟁 수행’이란 주제의 강연을 진행하며, “독립운동단체, 관련 학술단체들이 힘을 합쳐 좀 더 체계적이고 조직적으로 이들에 대응해 역사 정의를 바로 세워야 한다”고 밝혔다.
“광복 후 결성된 반민특위(반민족행위처벌특별조사위원회) 활동이 친일·반민족세력에 의해 와해됐고, 지금도 여전히 국가와 민족을 배신한 세력들이 독립운동세력을 공격하고 있다”
한 교수는 이날 강연에서 최근 뉴라이트 소속 교수가 광복회를 비난한 글을 모 언론에 기고한 사실을 언급하며, “외부의 적보다는 내부의 적 때문에 나라가 망한다는 말을 명심해야 한다”고 강조했다.
또한 “지난 2008년, 광복절을 건국 60주년으로 바꿔서 기념하고자 한 것은 우리의 독립운동사를 무시하는 처사”라며 “독립운동세력을 공격하는 반민족세력들의 교묘한 논리에 상당수 국민들도 넘어가고 있다”고 주장했다.”

## 건국론 비판
한시준은 한국독립운동과 임시정부 역사를 전공한 사학자로 2006년부터 한국독립운동사연구소 소장과 백범학술원 원장을 맡고 있는데 '대한민국 건국 89주년 학술회의'에 참가해 ‘건국 60주년론’을 강하게 비판하면서 이승만 초대 대통령을 폄하하고 나섰다. “이승만 정권 때는 백범의 묘소가 있는 효창원 일대를 불도저로 밀고 효창운동장을 만들어 당시 김창숙 선생 등이 강하게 반발했다”며 “독립투쟁과 통일의 상징 인물인 백범에 대한 반민족·반통일 세력의 흠집내기는 계속되고 있다”고 말했다.
“(중략)..이승만을 민족의 최고 지도자로 떠받드는 것은 민족을 욕보이는 일이기도 하다. 우리 역사를 통틀어 이승만 같은 사람이 없다. 임정 출범 때, 1948년에 각각 대통령이 됐다. 30년 간격으로 대통령 된 이가 또 누가 있나. 동시에 그는 1925년 임시정부 시절 의정원(요즘의 국회)에서 탄핵을 당했고, 1960년에는 4·19 혁명으로 다시 물러났다. 두 번 다 제 역할을 못해서 쫓겨난 것이다. 국민들이 쫓아낸 사람을 민족 지도자로 삼는 것은 그를 쫓아낸 국민이 잘못했다고 말하는 것과 같다. 4·19 혁명 세대는 뭐 하는지 모르겠다.(중략)..”

## 수상
- 월봉저작상(1994년, 제19회, 《한국 광복군(光復軍) 연구》)
- 2010년 10월 3일 독립기념관 학술상 수상